# Lancia Zeta
Lancia Zeta – samochód osobowy typu minivan klasy średniej produkowany przez włoską markę Lancia razem z Peugeotem, Citroënem i Fiatem w latach 1994–2002.

## Historia modelu

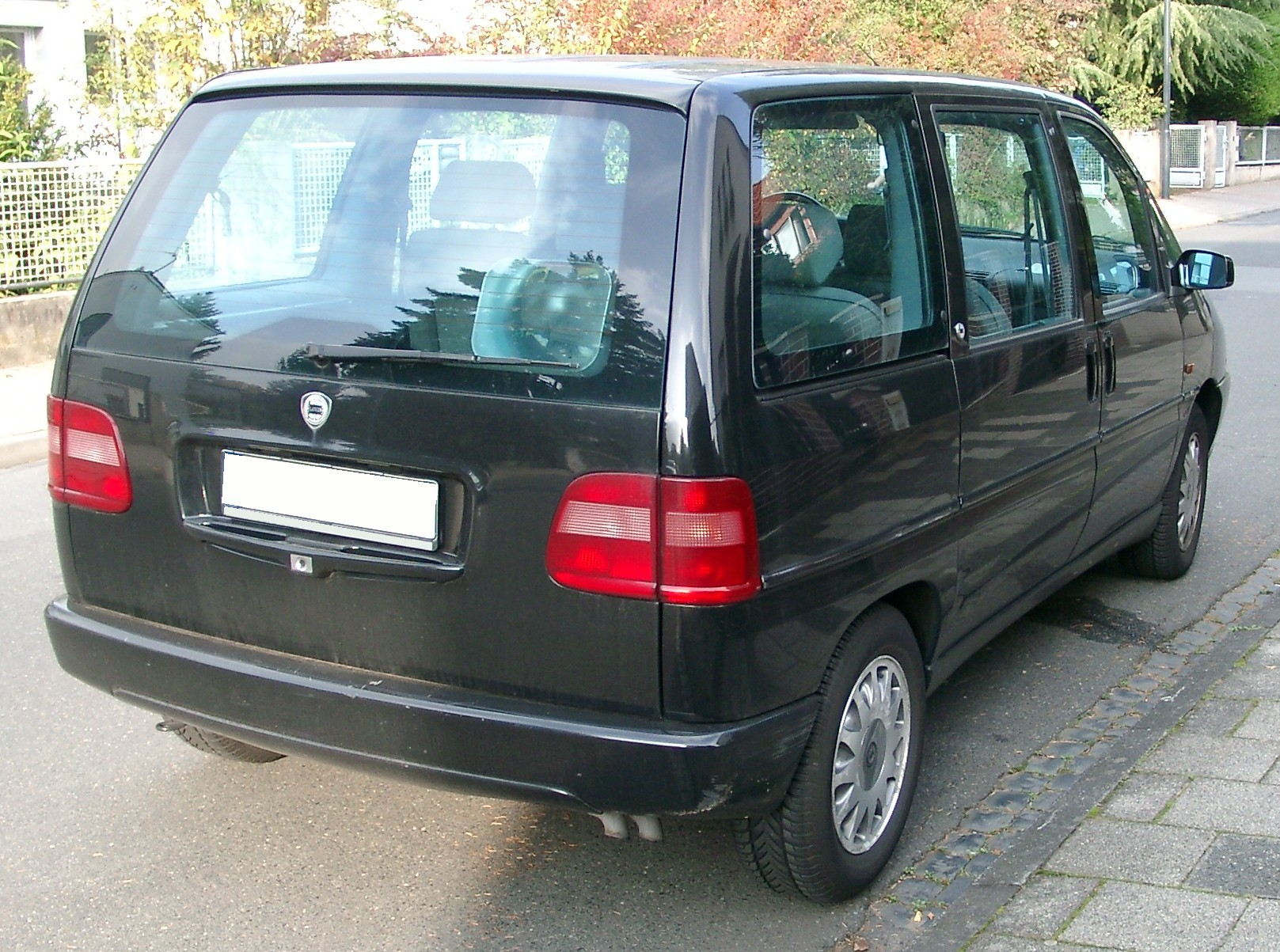
Lancia Zeta - tył

Lancia Zeta powstała w ramach projektu „Eurovan” realizowanego przez koncerny Fiat i PSA. Była produkowana w spółce Sevel Nord w Hordain koło Valenciennes we Francji. Produkcja była niewielka i sięgała jedynie około 2-4 tys. sztuk rocznie. Były one sprzedawane głównie w Europie.
Przez pierwsze lata model ten oferowany był z silnikiem benzynowym 2.0 Turbo o mocy maksymalnej 108 kW (147 KM) oraz dieslem 2.1 TD o mocy maksymalnej 80 kW (109 KM). W 1999 roku pojawiły się nowe jednostki napędowe. Benzynowy 2.0 16V o mocy maksymalnej 97 kW (132 KM), który zastąpił wersję turbodoładowaną oraz silnik Diesla 2.0 JTD nowej generacji o tej samej mocy co jego poprzednik.